# Naloučany
Naloučany är en ort i Tjeckien.   Den ligger i regionen Vysočina, i den sydöstra delen av landet, 160 km sydost om huvudstaden Prag. Naloučany ligger 381 meter över havet och antalet invånare är 154.
Terrängen runt Naloučany är huvudsakligen platt. Naloučany ligger nere i en dal. Runt Naloučany är det glesbefolkat, med 20 invånare per kvadratkilometer. Närmaste större samhälle är Třebíč, 18,5 km väster om Naloučany. Trakten runt Naloučany består till största delen av jordbruksmark.